# Pwr Bottom
Pwr Bttm (estilizado como PWR BTTM) é uma banda de punk rock fundada em Nova Iorque, em 2013. Criada por Ben Hopkins e Liv Bruce, que se conheceram enquanto estudavam no Bard College, passaram meses trabalhando em sua gravação demo, Cinderella Beauty Shop (2014), que lhe renderam um contrato com a Polyvinyl Records. Em 2017, a banda disponibilizou seu segundo álbum, Pageant, recebido com aclamação da crítica especializada; no entanto, alguns dias depois, os artistas foram dispensados da gravadora, após Hopkins ser acusado de abusos sexuais. Desde então, o grupo entrou em hiato indefinido.